# Фуше, Якобус Йоханнес
Якобус Йоханнес Фуше (африк. Jacobus Johannes Fouché, 6 июня 1898 — 23 сентября 1980) — государственный президент ЮАР в 1968—1975 годах.

## Биография
Родился в 1898 году в Вепенере, Оранжевое Свободное Государство. Был успешным фермером, имел республиканские и антибританские взгляды, вступил в Национальную партию, в 1954—1959 годах был администратором провинции Оранжевое Свободное Государство. В 1941—1950 и 1960—1968 годах был депутатом Национального собрания ЮАР.
С 1959 по 1966 год был министром обороны ЮАР. На этой должности стремился модернизировать армию, ему удалось за 5 лет увеличить оборонный бюджет с 45 миллионов до 256 миллионов рандов.
В апреле 1966 года стал министром сельского хозяйства и водных ресурсов.
В 1966 году вторым президентом ЮАР был избран Теофилус Дёнгес (Я. Фуше также баллотировался), однако с ним ещё до инаугурации случился инсульт, и он впал в кому. В соответствии с Конституцией ЮАР, исполняющим обязанности президента стал президент Сената Джошуа Франсуа Науде. После того, как в начале 1968 года Дёнгес скончался, так и не придя в сознание. В парламенте были проведены новые выборы, и новым президентом ЮАР 19 февраля 1968 года был избран Фуше (10 апреля приведён к присяге). Он оказался единственным главой государства, полностью отработавшим весь семилетний срок.